# Espíritu de esta selva
«Espíritu de esta selva» es la primera canción que forma parte del tercer trabajo discográfico Don Leopardo, perteneciente a la banda de rock argentino, Bersuit Vergarabat.
La canción habla del terrorismo de Estado que vivió Argentina y Latinoamérica en los años 1970 y 1980. En si, la letra hace un pedido de recuperación de los valores, sueños e ideales. En si, la canción anhela la liberación del ser humano y la transformación de la conciencia hacia el crecimiento y el desarrollo. Esta canción fue su primer sencillo de difusión y sería la primera de la banda en contar con un videoclip oficial.

## Créditos
- Gustavo Cordera: Voz
- Rubén Sadrinas: Voz
- Oscar Righi: Guitarra
- Alberto Verenzuela: Guitarra
- Pepe Céspedes: Bajo
- Juan Subirá: Teclados
- Carlos Enrique Martín: Batería